# Wesmaldra bromilowi
Wesmaldra bromilowi là một loài nhện trong họ Gnaphosidae.
Loài này thuộc chi Wesmaldra. Wesmaldra bromilowi được Norman I. Platnick & Barbara Baehr miêu tả năm 2006.